# Hesthesis rufodorsalis
Hesthesis rufodorsalis är en skalbaggsart som beskrevs av Carter 1932. Hesthesis rufodorsalis ingår i släktet Hesthesis och familjen långhorningar. Inga underarter finns listade i Catalogue of Life.